# Zurich (Nederland)
Zurich (Fries: Surch) is een dorp in de gemeente Súdwest-Fryslân, in de Nederlandse provincie Friesland. Zurich ligt tussen Makkum en Harlingen aan de Waddenzee, iets ten noorden van de Afsluitdijk. In 2023 telde het dorp 135 inwoners. In het postcodegebied van Zurich ligt tevens een deel van de buurtschap Gooium.

## Geschiedenis
In 1352 werd de plaats vermeld als Zuderinghe, in 1353 als Zudrineghe, in 1399 als Sudringe, in 1482 als Surich, in 1505 als Suyrich, in 1579 Surich en op het einde van de 17e eeuw in het Fries Swrich. De plaatsnaam zou mogelijk wijzen een zuidelijke (Zuder/suder) oever (ich). Soms wordt ook gedacht aan  een zuidelijke hoek.
De naam lijkt sterk op Zürich, de grootste stad van Zwitserland. Daardoor krijgt het dorp veel bezoekers, ook uit dat land. Tegen het plan van de gemeente Wonseradeel, waartoe het tot 2011 onder viel voor het verfriesen van de naam in het jaar 2000 van Zurich naar Surch ontstond in het dorp dan ook veel verzet, waarop de gemeente het voorstel introk.
Op 1 januari 1830 telde het dorp 152 inwoners. Door de aanleg van de Afsluitdijk nam het inwonertal toe, en in 1958 woonden er 340 mensen. Sinds de weg naar de Afsluitdijk niet meer door het dorp loopt, is het inwonertal weer afgenomen. In 2011 was er sprake van 168 dorpsbewoners, en in 2019 telde Zurich 145 inwoners.

## Kerk

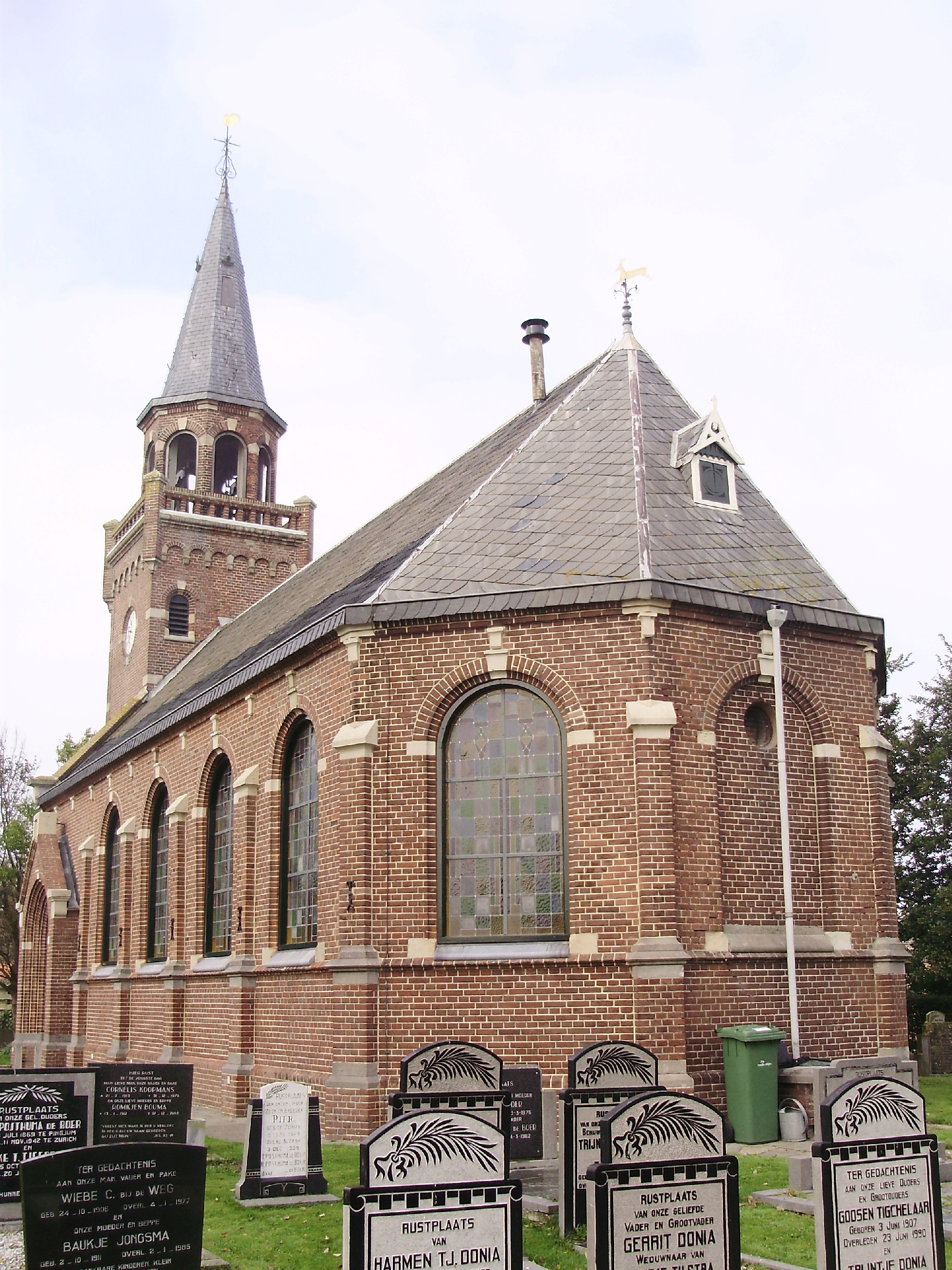
Dorpskerk

De Dorpskerk stamt uit 1864. De eenbeukige schip in ambachtelijk-traditionele stijl werd aan de oostzijde van de nog bestaande zadeldaktoren gebouwd. Het oudere schip van de kerk was in 1772 al afgebroken. De toren werd zelf in 1913 dan weer vervangen door een toren met omgang en achtkantige lantaarn met spits. De kerk is het enige rijksmonument van Zurich.

## Sport
Het dorp heeft sinds 1898 de kaatsvereniging K.V. Zurich. Verder is er een ijsvereniging en een biljartvereniging.

## Wandelroutes
Door Zurich loopt de Europese wandelroute E9, en het Noordzeepad. Ook de Nederlandse wandelroute Zuiderzeepad (LAW 8) loopt langs Zurich.

## Cultuur
Het dorp heeft een dorpshuis, met de naam It String. Verder heeft Zurich een dorpsblad en -lied.

## Onderwijs
Een basisschool die in 1986 werd gebouwd, moest tien jaar later weer worden gesloten bij gebrek aan leerlingen.

## Kop Afsluitdijk
Onder Zurich ligt Kop Afsluitdijk. Het is een uitgebreide parkeer- en rustplaats met een tankstation van Tamoil op het knooppunt van de Rijksweg 31 en Rijksweg 7. Tevens is het een knooppunt in het openbaar vervoer waar de buslijnen 71, 92, 96 en 350 (Qliner) van Qbuzz stoppen. Op Kop Afsluitdijk stond een AC restaurant die overgegaan is naar Hajé.

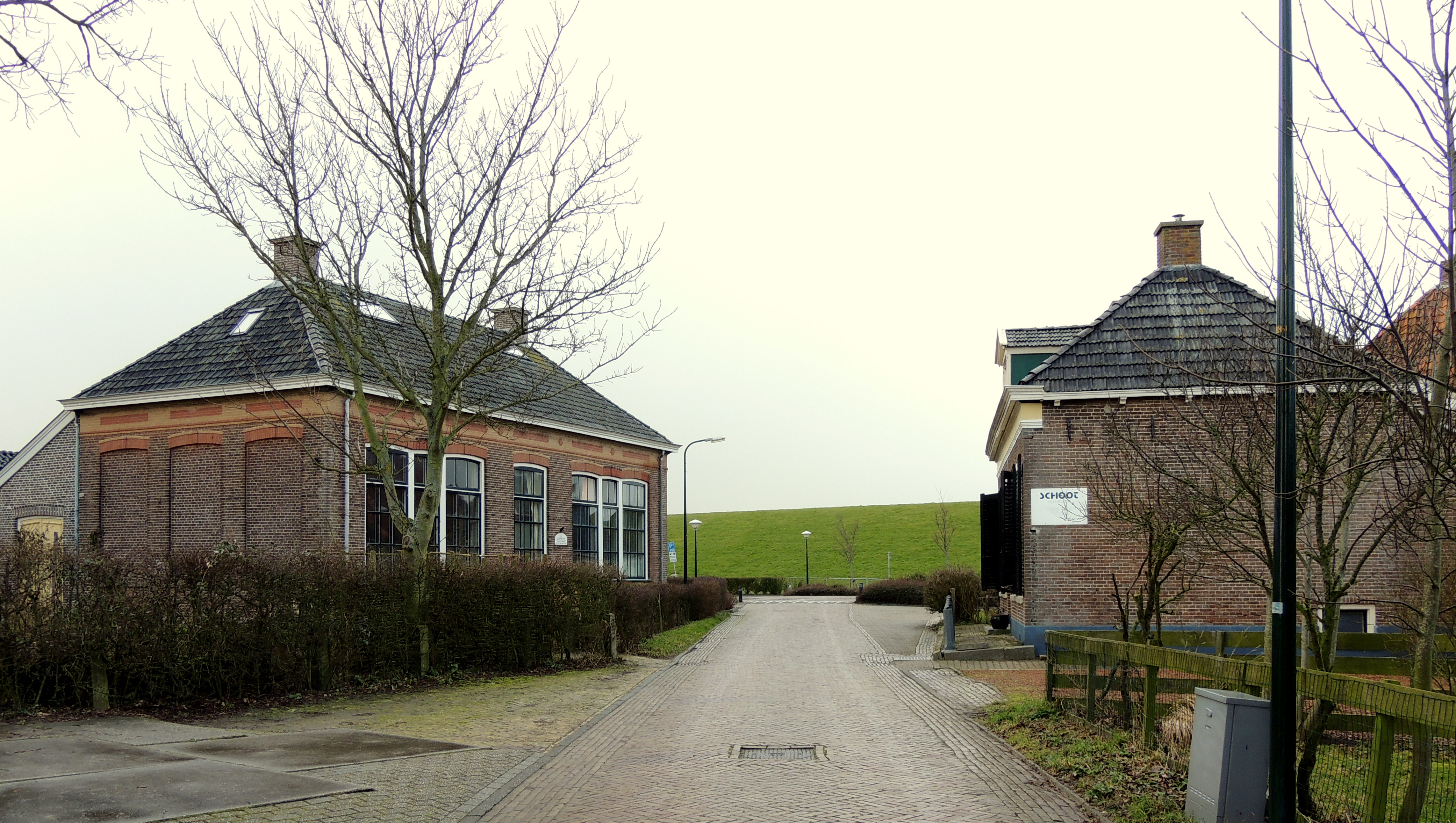
De voormalige school van Zurich
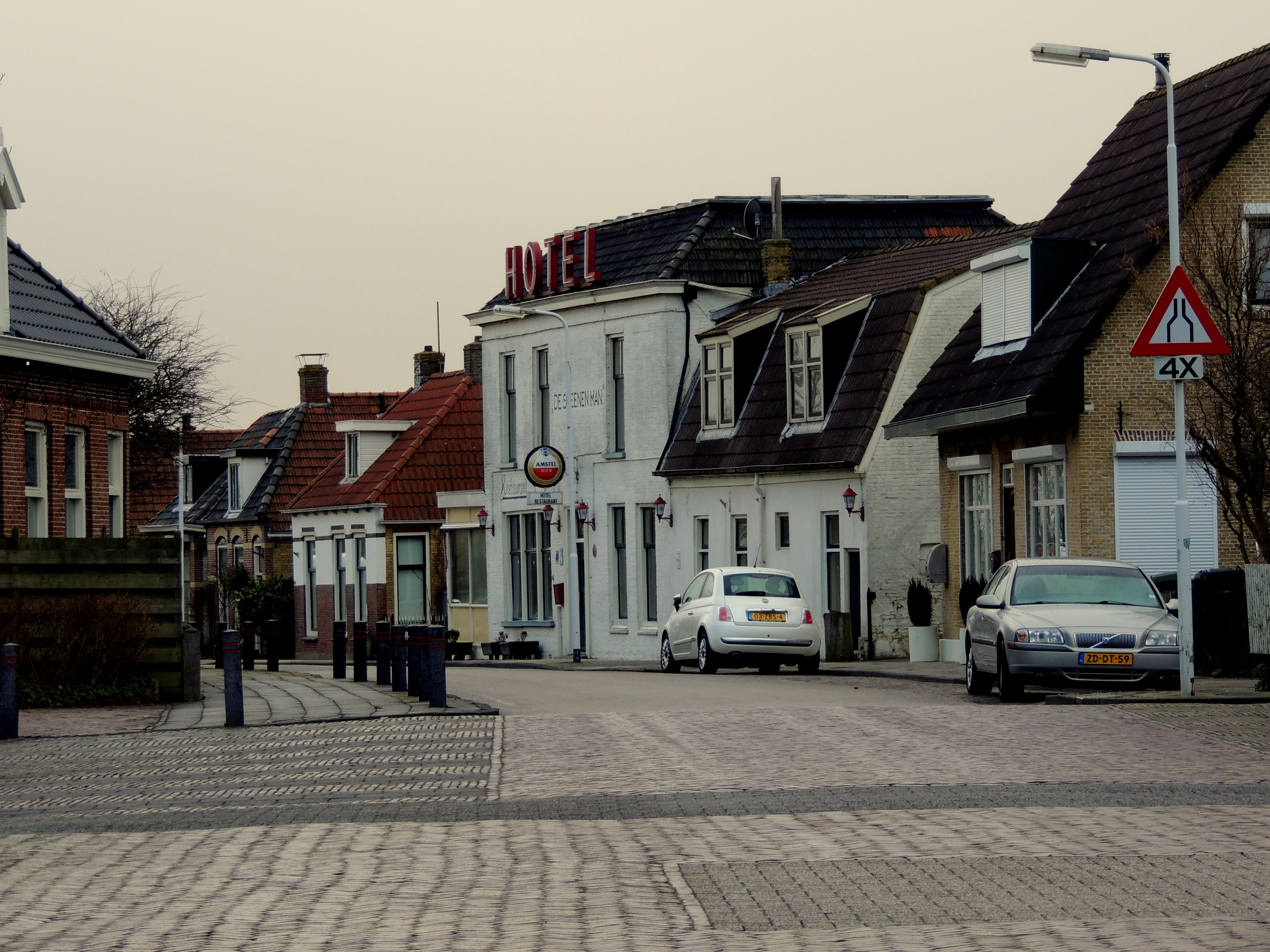
Dorpsbeeld
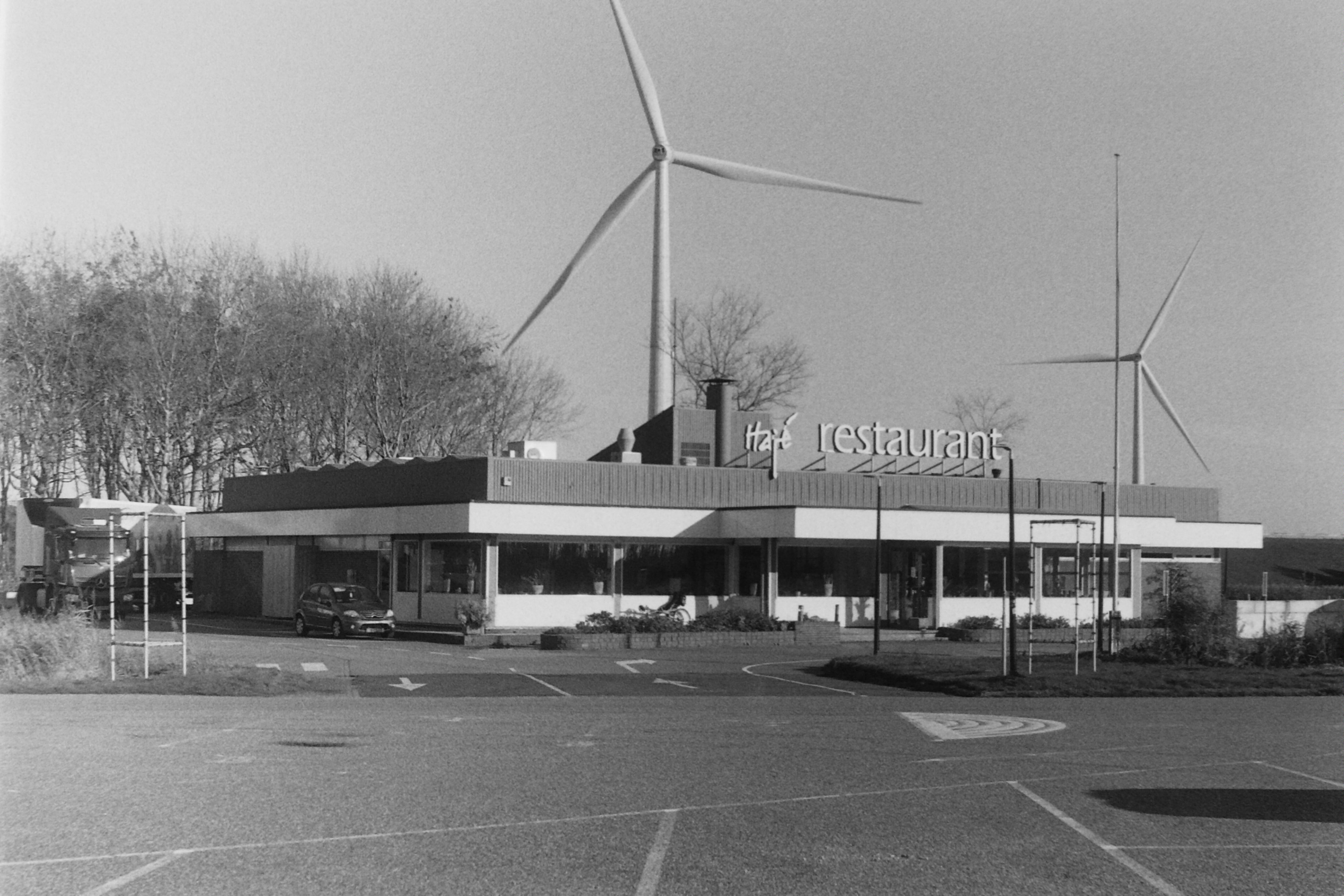
Restaurant Hajé bij Kop Afsluitdijk.
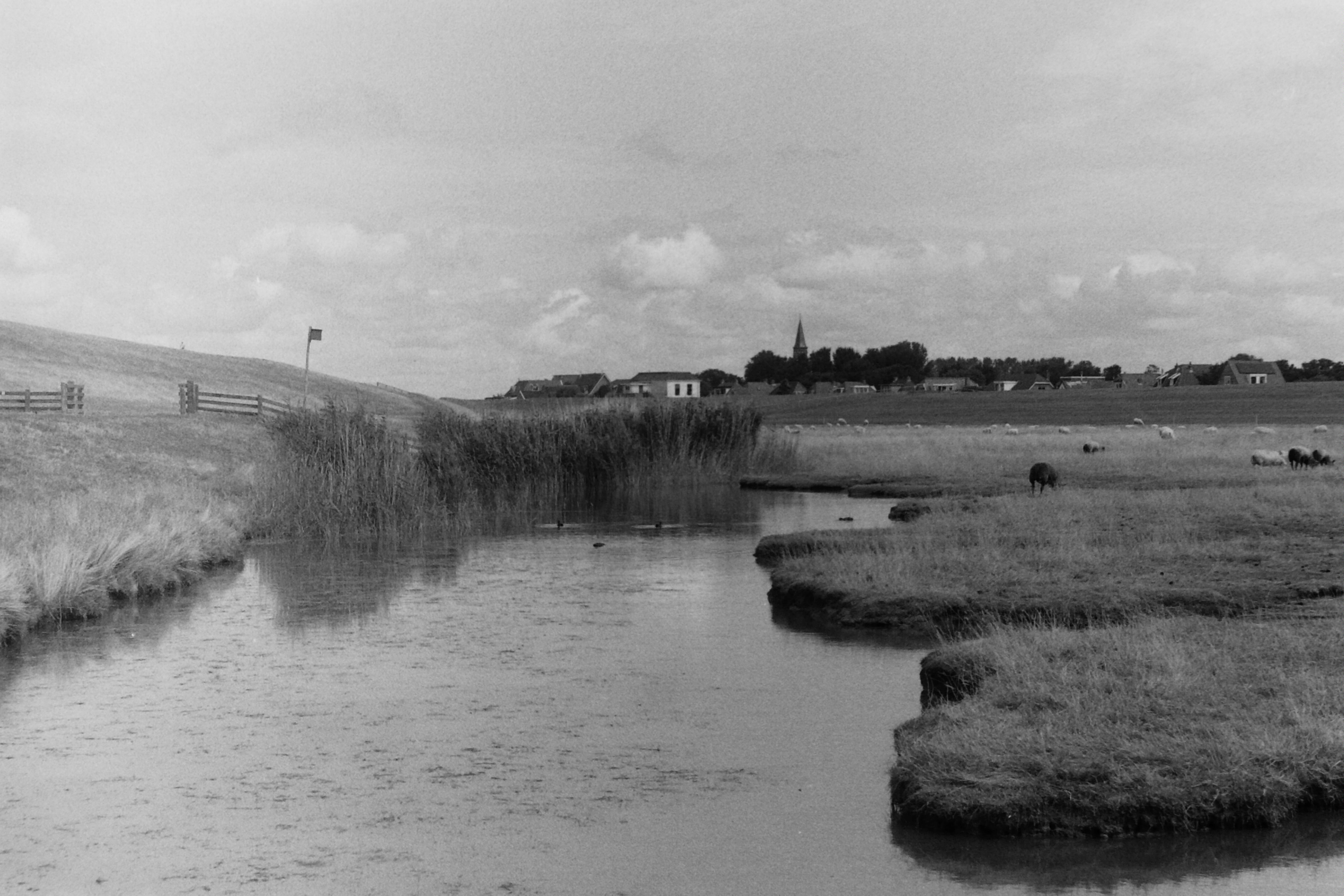
Zurich vanuit de Zuricheroordpolder

Steden: Bolsward · Hindeloopen · IJlst · Sneek · Stavoren · Workum

Dorpen en gehuchten: Abbega · Allingawier · Arum · Blauwhuis · Bozum · Breezanddijk · Britswerd · Burgwerd · Cornwerd · Dedgum · Deersum · Edens · Exmorra · Ferwoude · Folsgare · Gaast · Gaastmeer · Gauw · Goënga · Greonterp · Hartwerd · Heeg · Hemelum · Hennaard · Hichtum · Hidaard · Hieslum · Hommerts · Idsegahuizum · IJsbrechtum · Indijk · It Heidenskip · Itens · Jutrijp · Kimswerd · Kornwerderzand · Koudum · Kubaard · Loënga · Lollum · Longerhouw · Lutkewierum · Makkum · Molkwerum · Nijhuizum · Nijland · Offingawier · Oosterend · Oosterwierum · Oosthem · Oppenhuizen · Oudega · Parrega · Piaam · Pingjum · Poppingawier · Rauwerd · Rien · Roodhuis · Sandfirden · Scharl · Scharnegoutum · Schettens · Schraard · Sijbrandaburen · Terzool · Tirns · Tjalhuizum · Tjerkwerd · Uitwellingerga · Waaxens · Warns · Westhem · Wieuwerd · Witmarsum · Wolsum · Wommels · Wons · Woudsend · Zurich

Buurtschappen: Abbegaasterketting · Anneburen · Arkum · Atzeburen · Baarderburen · Baburen · Bernsterburen · De Bieren · De Blokken · De Hel · De Grits · De Kat · De Klieuw · De Polle · De Wieren · Dijksterburen · Doniaburen · Draaisterhuizen · Driehuizen · Eemswoude · Engwerd · Engwier · Exmorrazijl · Feyteburen · Flansum · Galamadammen · Gooium · Grauwe Kat · Grote Wiske · Grotewierum · Harkezijl · Hayum · Hemert · Hidaarderzijl · Hoekens · Hornsterburen · Idzega · Idserdaburen · Indijk (Bozum) · Jet · Jonkershuizen · Jousterp · Jouswerd · Kampen · Kleine Gaastmeer · Kleine Wiske · Kleiterp · Kooihuizen · Koufurderrige  · Kromwal · Koudehuizum · Laaxum · Laad en Zaad · Lippenwoude · Lytshuizen · Makkum (Bozum) · Meilahuizen · Montsamaburen · Nijeburen · Nijeklooster · Nijezijl · Oosthem (Witmarsum) · Osingahuizen · Piekezijl · Remswerd · Rijtseterp · Scharneburen · Schrok · Sieswerd · Sjungadijk · Smallebrugge · Sotterum · Speers  · Strand · Swaanwerd · Swarte Beien · Tsjerkebuorren · Vierhuizen · Viersprong · Vijfhuis · Vissersburen  · Het Vliet· Westerlittens · Wolsumerketting · Wonneburen · Ypecolsga

 Voormalige buurtschappen: Aaksens · Angterp · De Band · Barsum · De Bird · Bittens · Bloemkamp · Bootland · Bovenburen · Doniawier · Goëngamieden · Hiddum · Houw · Knossens · De Nes · Ottenburen · Sandfirderrijp · Slijp · Spijk · De Weeren 

Friesland: Steden en dorpen      Nederland: Provincies · Gemeenten